# خانه دهقان
خانه دهقان مربوط به دوره قاجار است و در آباده، مرکز شهر، کنار کمیته امداد امام خمینی (ره) واقع شده و این اثر در تاریخ ۱۱ شهریور ۱۳۸۲ با شمارهٔ ثبت ۹۸۱۲ به‌عنوان یکی از آثار ملی ایران به ثبت رسیده است.